# Festival international du film fantastique de Catalogne 2022
Le Festival international du film fantastique de Catalogne 2022, 55e édition du festival (55 edición del Festival de Cine Fantástico de Sitges ou 55. Festival de Cinema Fantàstic de Sitges), se déroule du 6 au 16 octobre 2022.

## Déroulement et faits marquants
Le 14 septembre 2022, la sélection est dévoilée.
Le 15 octobre 2022, le palmarès est dévoilé : le prix du meilleur film revient à Sisu : de l'or et du sang de Jalmari Helander , et le prix spécial du jury à Project Wolf Hunting de Kim Hong-seon,. 

## Jury
- William Lustig, réalisateur américain
- Mariana Enríquez, journaliste, romancière et nouvelliste argentine
- Christophe Mercier, distributeur
- Susanne Wuest, actrice autrichienne
- Heidi Honeycutt, programmatrice

## Sélections

### En compétition internationale
- Amazing Elisa (Asombrosa Elisa) de Sadrac González-Perellón  France
- Coupez ! de Michel Hazanavicius  France
- Egō de Hanna Bergholm  Finlande  Suède
- Emily de Frances O'Connor  Royaume-Uni
- Enys Men de Mark Jenkin  Royaume-Uni
- Everything Will Be OK de Rithy Panh  Cambodge
- Flux Gourmet de Peter Strickland  Royaume-Uni
- Fumer fait tousser de Quentin Dupieux  France
- Huesera de Michelle Garza  Mexique  Pérou
- Incroyable mais vrai de Quentin Dupieux  France
- Irati de Paul Urkijo  Espagne
- La Piedad de Eduardo Casanova  Espagne  Argentine
- La Tour de Guillaume Nicloux  France
- Les Cinq Diables de Léa Mysius  France
- Medusa Deluxe de Thomas Hardiman  Royaume-Uni
- Nightmare (Marerittet) de Kjersti Helen Rasmussen  Norvège
- Nightsiren de Tereza Nvotová  Slovaquie
- Nocebo de Lorcan Finnegan  Irlande
- Nos Cérémonies de Simon Rieth  France
- Pearl de Ti West  États-Unis
- Project Wolf Hunting de Kim Hong-seon  Corée du Sud
- Resurrection de Andrew Semans  États-Unis
- Sisu : de l'or et du sang (Sisu) de Jalmari Helander  Finlande
- Something in the Dirt de Justin Benson et Aaron Moorhead  États-Unis
- Speak No Evil (Gæsterne) de Christian Tafdrup  Danemark
- The Knocking (Koputus) de Max Seeck et Joonas Pajunen  Finlande
- The Origin de Andrew Cumming  Royaume-Uni
- Tropique de Édouard Salier  France
- Unicorn Wars de Alberto Vázquez  Espagne
- Vesper Chronicles de Kristina Buozyte et Bruno Samper  Lituanie  France
- Viejos de Raúl Cerezo et Fernando González  Espagne
- You Won't Be Alone de Goran Stolevski  Australie  États-Unis  Serbie

### Hors compétition

#### Film d'ouverture
- Venus de Jaume Balagueró

#### Film de clôture
- Bones and All de Luca Guadagnino

## Palmarès

### Compétition internationale
- Meilleur film : Sisu : de l'or et du sang de Jalmari Helander
- Prix spécial du jury : Project Wolf Hunting de Kim Hong-seon
- Prix du meilleur réalisateur : Ti West pour Pearl
  - Mention spéciale du meilleur réalisateur : Tereza Nvotová pour Nightsiren
- Prix de la meilleure actrice : Mia Goth pour Pearl de Ti West
  - Mention spéciale de la meilleure actrice (ex æquo) : Natalia Germani et Eva Mores pour Nightsiren de Tereza Nvotová
- Prix du meilleur acteur : Jorma Tommila pour Sisu : de l'or et du sang de Jalmari Helander
- Prix du meilleur scénario (ex æquo) : Quentin Dupieux pour Fumer fait tousser et Incroyable mais vrai
- Prix de la meilleure photographie : Kjell Lagerroos pour Sisu : de l'or et du sang
- Prix de la meilleure musique : Juri Seppa et Tuomas Wäinölä pour Sisu : de l'or et du sang
- Prix des meilleurs effets spéciaux (ex æquo) : Egō de Hanna Bergholm et Irati de Paul Urkijo
  - Mention spéciale des effets spéciaux : Project Wolf Hunting de Kim Hong-seon